# Irene
Irene  è un nome proprio di persona italiano femminile.

## Varianti
- Femminili: Irena[5][6], Erina[7]
- Maschili: Ireno[5], Irenio[5][6], Erino[7]

### Varianti in altre lingue
Di seguito si trova una lista delle varianti del nome in altre lingue:
- Basco: Ireñe[8]
- Bulgaro: Ирина (Irina)
- Catalano: Irene[8]
- Ceco: Irena
  - Alterati: Irenka
- Croato: Irena
  - Ipocoristici: Ena
- Danese: Irene
- Finlandese: Irene, Irina
  - Ipocoristici: Irja, Arja, Erja
- Francese: Irène[6][9],
- Galiziano: Iria, Erea
- Georgiano: ირინა (Irina), რინე (Irine)

- Greco antico: Εἰρήνη (Eirene)[3][8][9]
- Greco moderno: Ειρήνη (Eirīnī)[senza fonte]
  - Alterati: Ερηνούλα (Erinoula)[10]
- Inglese: Irene[6][9]
- Irlandese: Eireen
- Latino: Irene[3][9]
- Lituano: Irena
- Macedone: Ирина (Irina)
- Norvegese: Irene
- Olandese: Irena
- Polacco: Irena
  - Alterati: Irenka

- Portoghese: Irene, Iria
- Rumeno: Irina
- Russo: Ирина (Irina)[6], Арина (Arina)
  - Alterati: Иринушка (Irinuška)
  - Ipocoristici: Ира (Ira), Ариша (Ariša)
- Serbo: Ирена (Irena)
- Sloveno: Irena
- Spagnolo: Irene[6][8]
- Svedese: Irene
- Tedesco: Irene[6]
- Ucraino: Ірина (Iryna)
- Ungherese: Irén

1. ↑  Tutte le varianti elencate qui sopra sono verificabili, salvo diversamente specificato, alla nota 1.

## Origine e diffusione

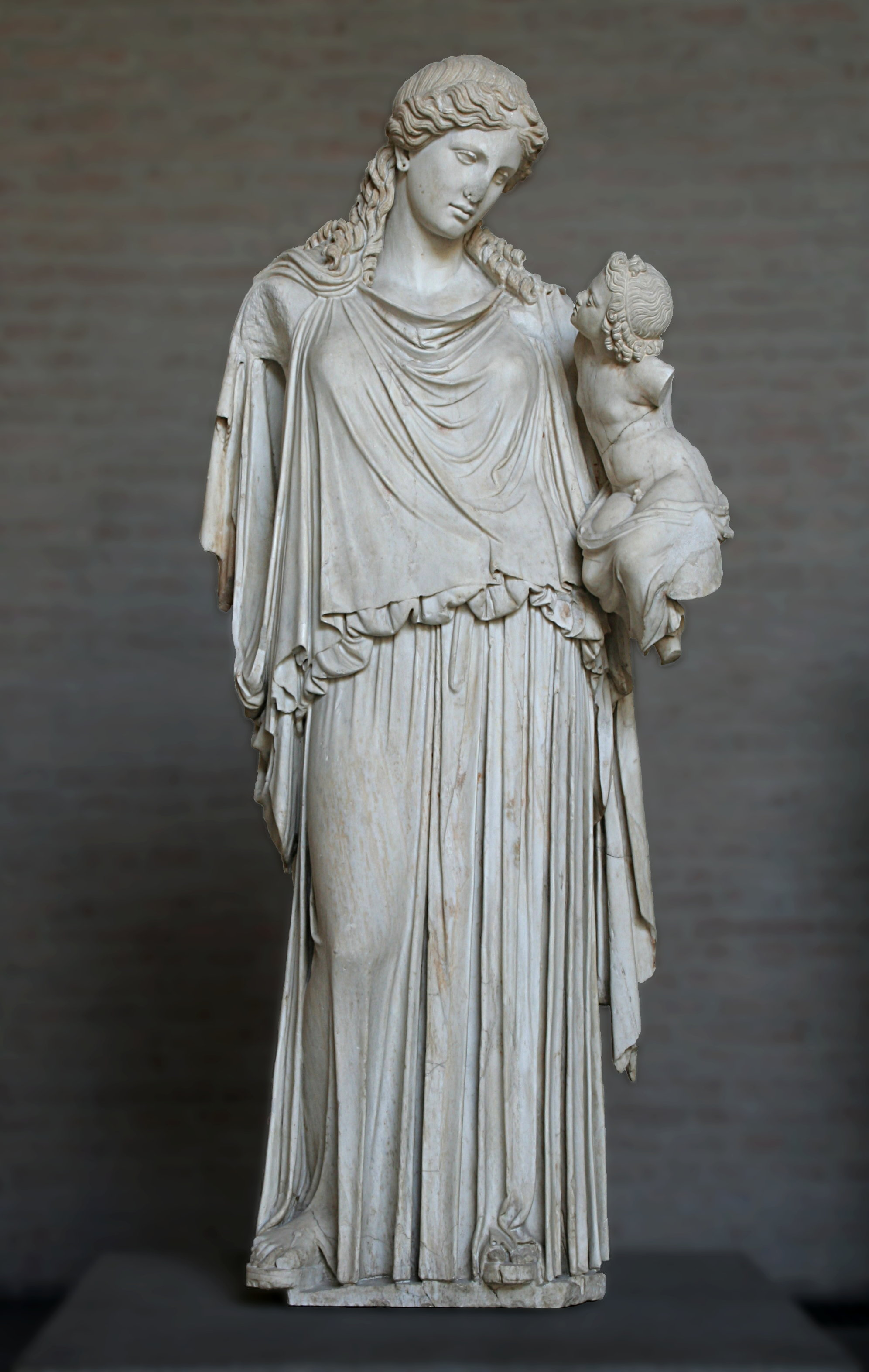
Eirene, artista anonimo

Deriva dal sostantivo greco εἰρήνη [eiˈrɛːnɛː], che vuol dire "pace", "tempo di pace"; condivide l'etimologia con il nome Ireneo ed è per significato affine a molti altri nomi quali Pace, Concordia, Mira, Frida, Barış, Shanti e Salomè.
In primo luogo, va notato che nella mitologia greca Eirene è il nome della dea della pace, una delle Ore insieme alle sorelle Diche ed Eunomia. Il nome venne adottato dai primi cristiani in riferimento alla "pace tra i fratelli in Cristo" e alla "pace celeste", venendo anche portato da numerose sante, alle quali si deve la sua buona diffusione. Il nome era comune nell'Impero Bizantino e, in generale, è sempre stato molto popolare nell'Oriente cristiano. In Italia è ben attestato in tutta la penisola, eccetto per le forme maschili, di diffusione molto ridotta, limitate al Centro-Nord. In inglese il nome non divenne comune fino al XIX secolo.
Va notato che il nome Ena, oltre ad essere il diminutivo croato di Irena, rappresenta anche una forma anglicizzata del nome Eithne, mentre il nome Ira, che al maschile ha un'etimologia differente, al femminile rappresenta un diminutivo russo di Irina.

## Onomastico
L'onomastico si può festeggiare in memoria di più sante e beate, alle date seguenti:
- 26 febbraio, sant'Irene, giovane pagana che salvò san Porfirio[11]
- 30 marzo, sant'Irene di Roma, vedova di san Castulo, che curò le ferite di san Sebastiano[11]
- 5 aprile, sant'Irene, martire a Tessalonica (oggi Salonicco)[2][8][11][12]
- 5 maggio, sant'Irene da Lecce (o Erina)[12]
- 18 maggio, sant'Irina di Macedonia, martire[13][14]
- 1º luglio, sant'Irene di Kasino, madre di san Macario di Kaljazin, ricordata col marito Basilio dalle Chiese orientali[12]
- 7 agosto, sant'Irene la Giovane, imperatrice bizantina, venerata dalle Chiese orientali[12]
- 13 agosto, sant'Irene d'Ungheria, imperatrice[12]
- 18 settembre, sant'Irene, martire con santa Sofia in Egitto[11][12]
- 20 ottobre, sant'Irene del Portogallo, suora e martire[11][12]
- 31 ottobre, beata Irene Stefani, missionaria della Consolata[11][12]

## Persone

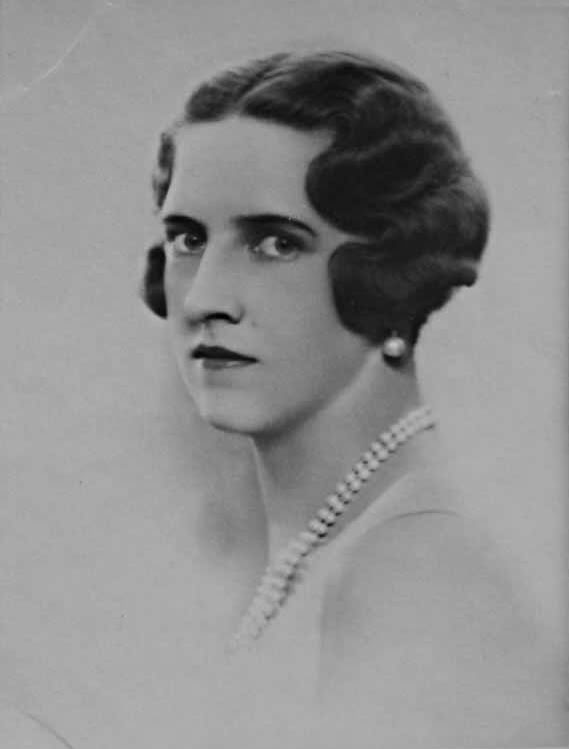
Irene di Grecia

- Irene d'Atene, imperatrice bizantina
- Irene, cantante e attrice sudcoreana
- Irene d'Assia-Darmstadt, principessa del Granducato d'Assia e del Reno
- Irene di Grecia, regina di Croazia e Slavonia e duchessa d'Aosta
- Irene Angela, principessa bizantina e regina di Germania
- Irene Fornaciari, cantante italiana
- Irene Galter, attrice italiana
- Irene Grandi, cantautrice italiana
- Irene Khan, avvocata bengalese
- Irene Papas, attrice greca
- Irene Parenti Duclos, pittrice e poetessa italiana
- Irene Pivetti, conduttrice televisiva, giornalista e politica italiana
- Irene Rich, attrice statunitense

### Variante Irène

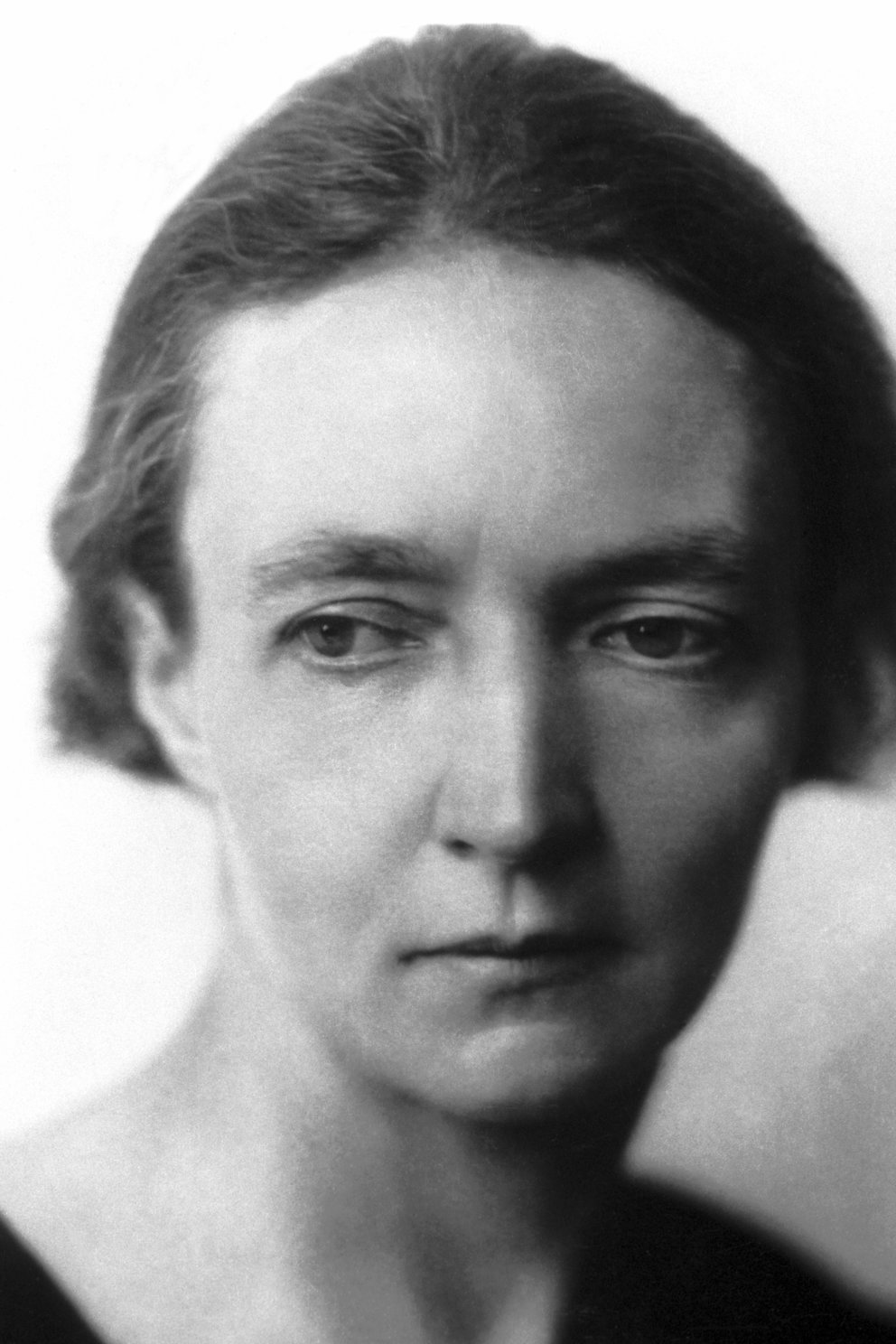
Irène Joliot-Curie

- Irène Jacob, attrice francese naturalizzata svizzera
- Irène Joliot-Curie, chimica francese
- Irène Némirovsky, scrittrice francese
- Irène Tunc, modella e attrice francese

### Variante Irena

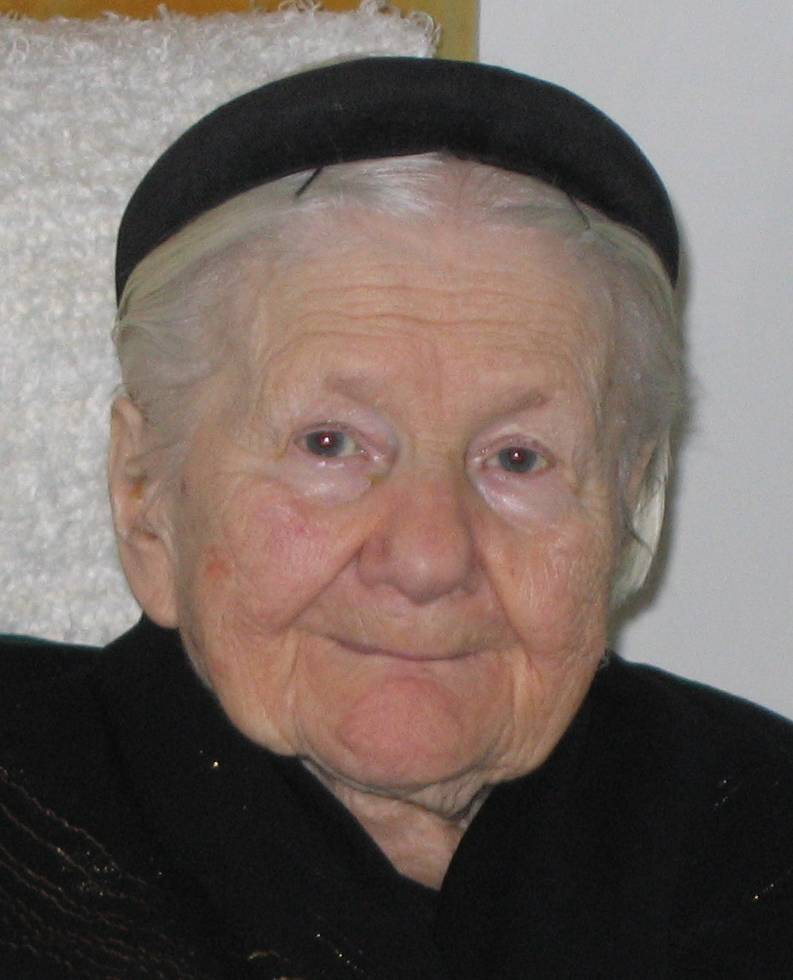
Irena Sendler

- Irena Conti Di Mauro, giornalista, poetessa e scrittrice polacca
- Irena Iłłakowicz, patriota e militare polacca
- Irena Sedlecká, scultrice ceca
- Irena Sendler, assistente sociale e Giusta fra le Nazioni polacca
- Irena Szewińska, atleta polacca
- Irena Więckowska, schermitrice polacca

### Variante Iryna
- Iryna Jatčanka, atleta bielorussa
- Iryna Liščyns'ka, atleta ucraina
- Iryna Žukova, pallavolista ucraina
- Iryna Žuravs'ka, modella ucraina

### Variante Irina

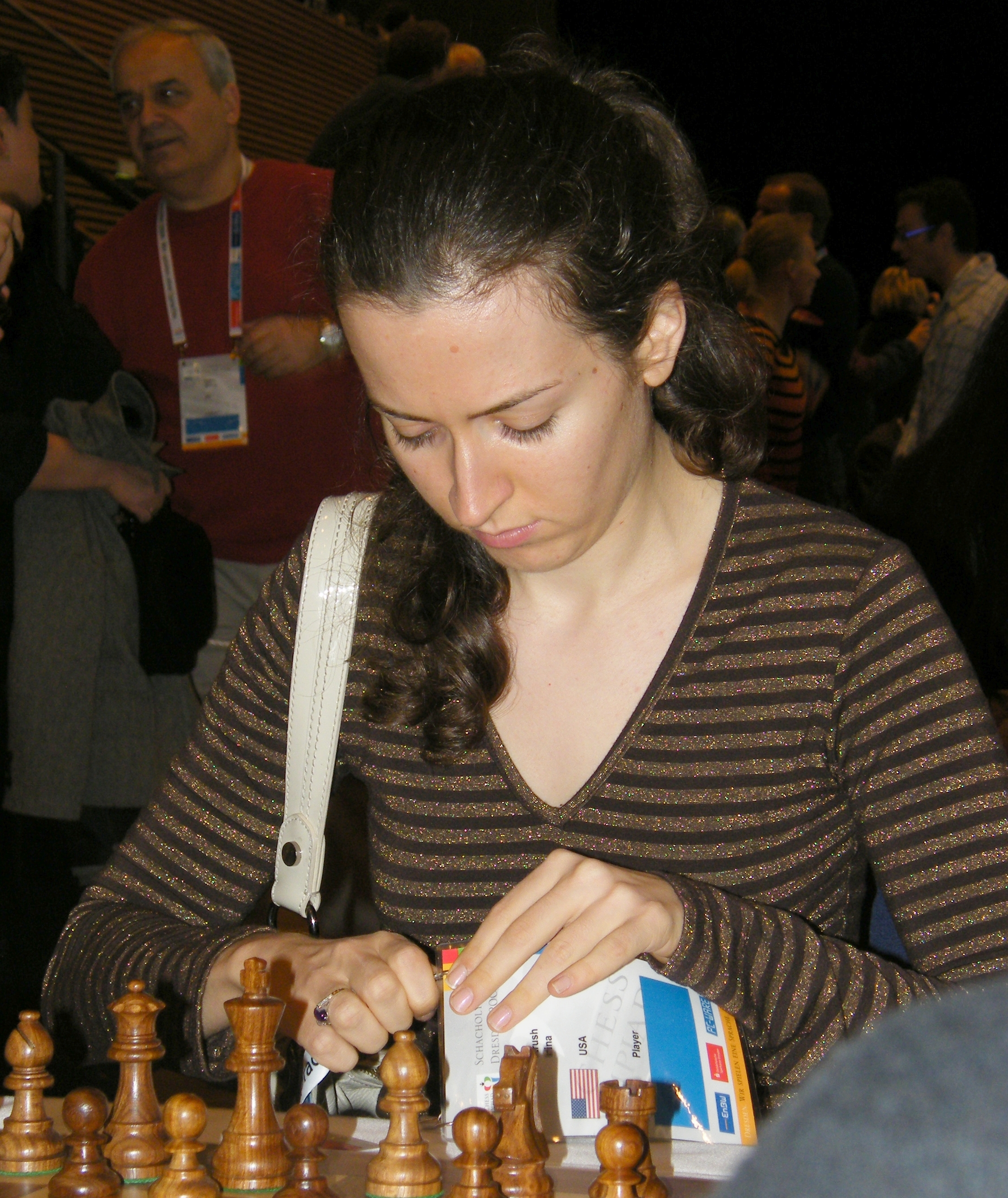
Irina Krush

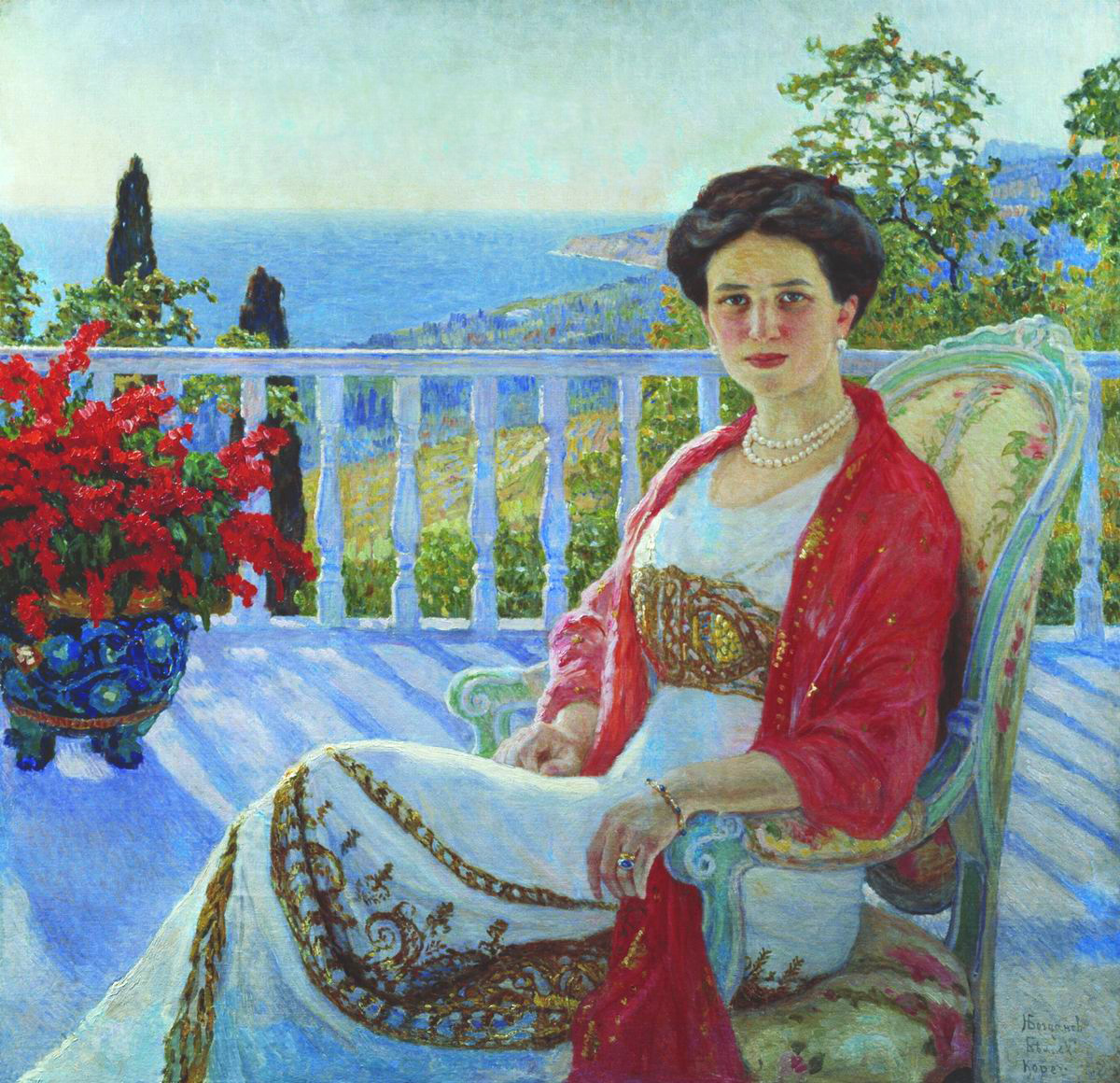
Irina Aleksandrovna Romanova

- Irina Archipova, mezzosoprano e contralto russo
- Irina Demick, attrice francese naturalizzata statunitense
- Irina Krush, scacchista statunitense
- Irina Lazareanu, modella canadese
- Irina Levitina, scacchista e giocatrice di bridge statunitense
- Irina Paley, principessa russa
- Irina Risenson, ginnasta israeliana
- Irina Romanova, principessa russa
- Irina Shayk, supermodella russa
- Irina Sluckaja, pattinatrice artistica su ghiaccio russa

### Altre varianti
- Arja Koriseva, cantante finlandese
- Ira Losco, cantante maltese
- Eirīnī Stachtiarī, cestista greca
- Irini Terzoglou, atleta greca
- Ira von Fürstenberg, attrice italiana

## Il nome nelle arti
- Irene è un personaggio del manga Claymore.
- Irene Adler è un personaggio del racconto di Sherlock Holmes Uno scandalo in Boemia, di Sir Arthur Conan Doyle.
- Irene è un personaggio del romanzo Fine di Fernanda Torres.
- Irina Derevko è un personaggio della serie televisiva Alias.
- Irina Palm è un personaggio del film del 2007 Irina Palm - Il talento di una donna inglese, diretto da Sam Garbarski.
- Irene Valli è un personaggio della serie televisiva Distretto di Polizia.
- Irene è il titolo di un brano di Francesco De Gregori, dall'album Alice non lo sa.
- Irene è il titolo di un brano di Roberto Vecchioni, dall'album Ipertensione.
- Irene è il titolo di un brano del gruppo di rock progressivo italiano Le Orme, dall'album L'aurora delle Orme.
- Irene è il titolo di un brano del gruppo Dhamm, dall'album Dhamm.
- Irene è il titolo di un brano del gruppo Pinguini Tattici Nucleari, dall'album Gioventù Brucata.
- Irene è il titolo di un brano di Sofia Jannok, dall'album Áššogáttis.
- La presunta santità di Irene e La presunta cecità di Irene sono due brani del cantautore Dente, provenienti rispettivamente dagli album L'amore non è bello e Non c'è due senza te. Anche ne La settimana enigmatica tratto da Io tra di noi, Dente cita il nome attraverso una sorta di mini rebus, I-RE-NE.
- Ridi Irene ridi è il titolo di un brano del cantautore italiano Moltheni, dall'album Fiducia nel nulla migliore (2001).
- Storia di Irene è il titolo di un libro scritto da Erri De Luca.
- Irina è un personaggio della serie di romanzi e film Twilight, creata da Stephenie Meyer.